# Хајнрих Велфлин
Хајнрих Велфлин (њем. Heinrich Wölfflin; рођен 21. јуна 1864. г., Винтертур, Швајцарска – 19. јула 1945. г., Цирих), био је швајцарски историчар и теоретичар умјетности. Његова формална класификација традиција европске умјетности, посебно сликарства, на „сликарски и линеарни приступ” је имала значајан утицај на развој теорије формалне анализе почетком 20. вијека. Такође је заслужан за дефинисање барока као засебног стила ликовне умјетности. Предавао је историју и теорију умјетности у Базелу, Берлину и Минхену. Његова најзначајаније три књиге које су још увијек актуелне на катедрама историје умјетности су: Ренесанса и барок: Истраживања о суштини и настанку барокног стила у Италији (Renaissance und Barock: eine Untersuchung über Wesen und Entstehung des Barockstils in Italien, 1888. г.), Класична уметност (Die Klassische Kunst, 1898. г.), и Разматрања о историји умјетности (Kunstgeschichtliche Grundbegriffe, 1915. г.).

## Биографија
Хајнрих Велфлин се родио у Винтертуру у Швајцарској, као син Едуарда Велфлина, професора филозофије на Универзитету у Цириху и Берте Трол. Од 1882. до 1886. године је студирао филозофију на Универзитету у Базелу, али се захваљујући конференцијама историчара умјетности и културе Јакоба Буркхарта, заинтересовао за умјетност. Наставио је своје студије филозофије као студент Вилхелма Дилтаја који је имао значајан утицај на његов даљи рад. 
У Минхену је, године 1886. написао своју докторску тезу, Пролегомена за психологију архитектуре (Prolegomena zu einer Psychologie der Architektur), заснивајући је на методолошким концепцијама које је учио од Дилтаја. Велфлин је посветио своју пажњу анализи појединиачних умјетничких дјела као и на систематску анализу умјетности. Наредне двије године је провео у Италији гдје је написао своје прво значајно дјело, Ренесанса и барок, 1888. године. По повратку у Минхен одржао је конференцију на минхенском Универзитету. Године 1893. се вратио у Базел, гдје је преузео катедру свог ментора Јакоба Буркхарта, и у то вријеме је написао своју другу књигу, Класична уметност (1898), која ће постати врло популарна. Године 1901. је добио позив да преузме катедру професора на Универзитету Берлина, гдје је наслиједио професора Хермана Грима.

## Допринос дисциплини историје умјетности
За разлику од анегдотских приступа историји умјетности, популарних у 19. вијеку, Велфлин је вршио формалну стилску анализу цртежа, композиције, свјетла, боје, предмета и других сликовних елемената како су их схватали сликари одређеног периода или националне школе. Овим системом компаративне стилске анализе, надао се да ће успоставити скуп објективних критеријума за разумијевање и оцјењивање појединих умјетничких дјела. Захваљујући Велфлину, појам „барок” је ушао у језик културне историје да би описао не само карактеристичан стил (или стилове) архитектуре, већ и читав период и умјетнички импулс који је у њему превладавао. Велфлиново разликаовање између ренесансе и барока често се доживљава као најуспјешнија примјена Хегелове концепције умјетности, израз Zeitgeista или „духа времена”. Мада његов приступ више није широко прихваћен, имао је велики утицај на касније историчаре умјетности и помогао да се историја умјетности успостави као интелектуално строга дисциплина модерне науке.

### Дјела
- Velflin, Hajnrih (2004). Razmatranja o istoriji umetnosti. Sremski Karlovci, Novi Sad: Izdavačka knjižara Zorana Stojanovića. ISBN 978-86-7543-087-2.
- Velflin, Hajnrih (2000). Renesansa i barok. Istraživanje o suštini i nastanku baroknog stila u Italiji. Sremski Karlovci, Novi Sad: Izdavačka knjižara Zorana Stojanovića.
- Velflin, Hajnrih (2007). Klasična umetnost. Sremski Karlovci, Novi Sad: Izdavačka knjižara Zorana Stojanovića.